# Valravn
Valravn, was so viel bedeutet wie „Rabe der Toten“, war eine dänische Pagan-Folk-Band, die traditionelle Folksongs aus Dänemark, Island und den Färöern neu interpretierte. Dabei verwendete sie neben traditionellen Instrumenten wie Nyckelharpa, Viola, Davul, Flöten und diversen Percussion-Instrumenten auch elektronische Samples und Keyboard-Elemente. Zudem arrangierte die Band nicht nur altes Liedgut neu, sondern komponierte auch eigene Stücke. Ende 2013 trennte sich die Band.

## Mitglieder

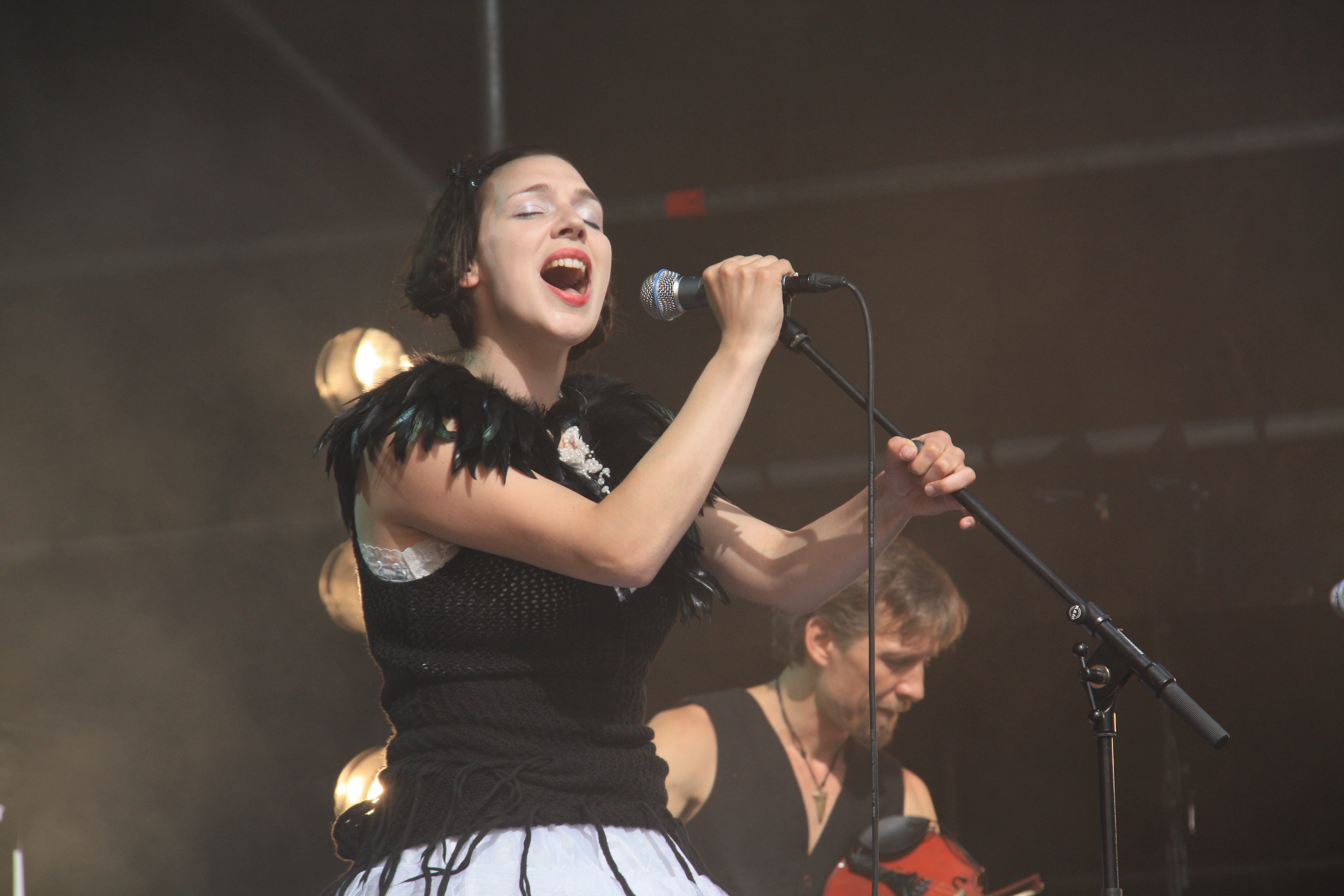
Anna Katrin Egilstrøð
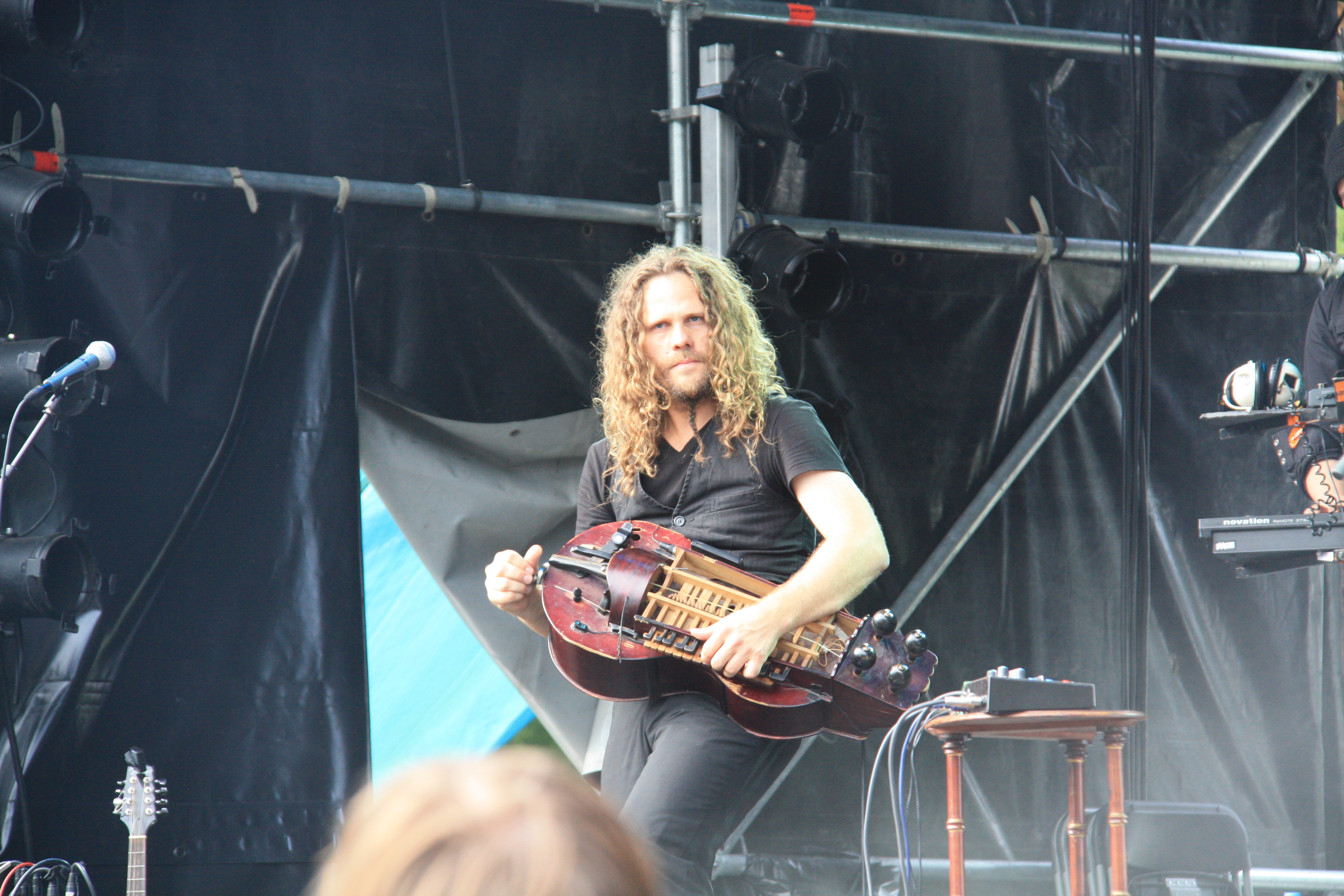
Søren Hammerlund
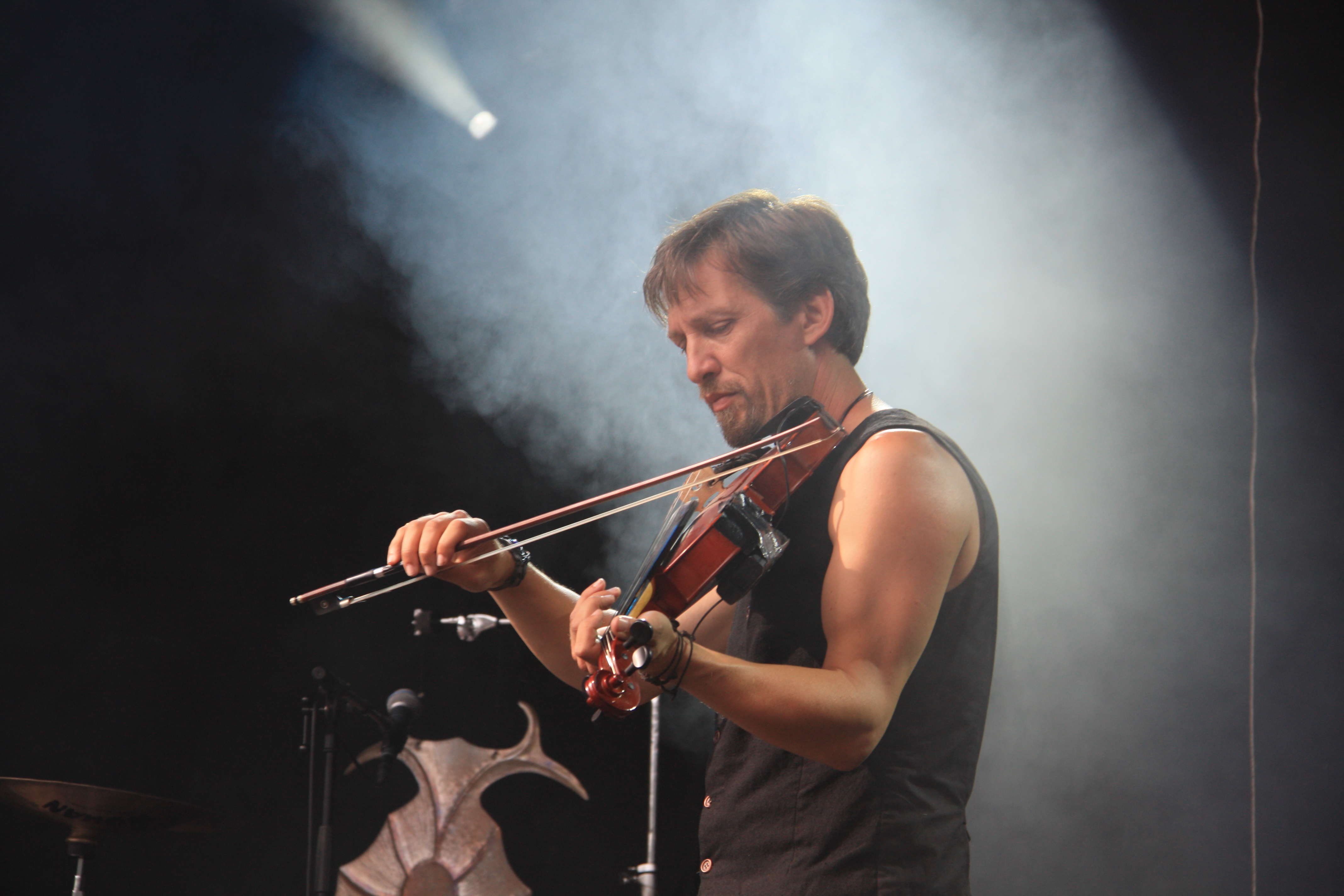
Martin Seeberg
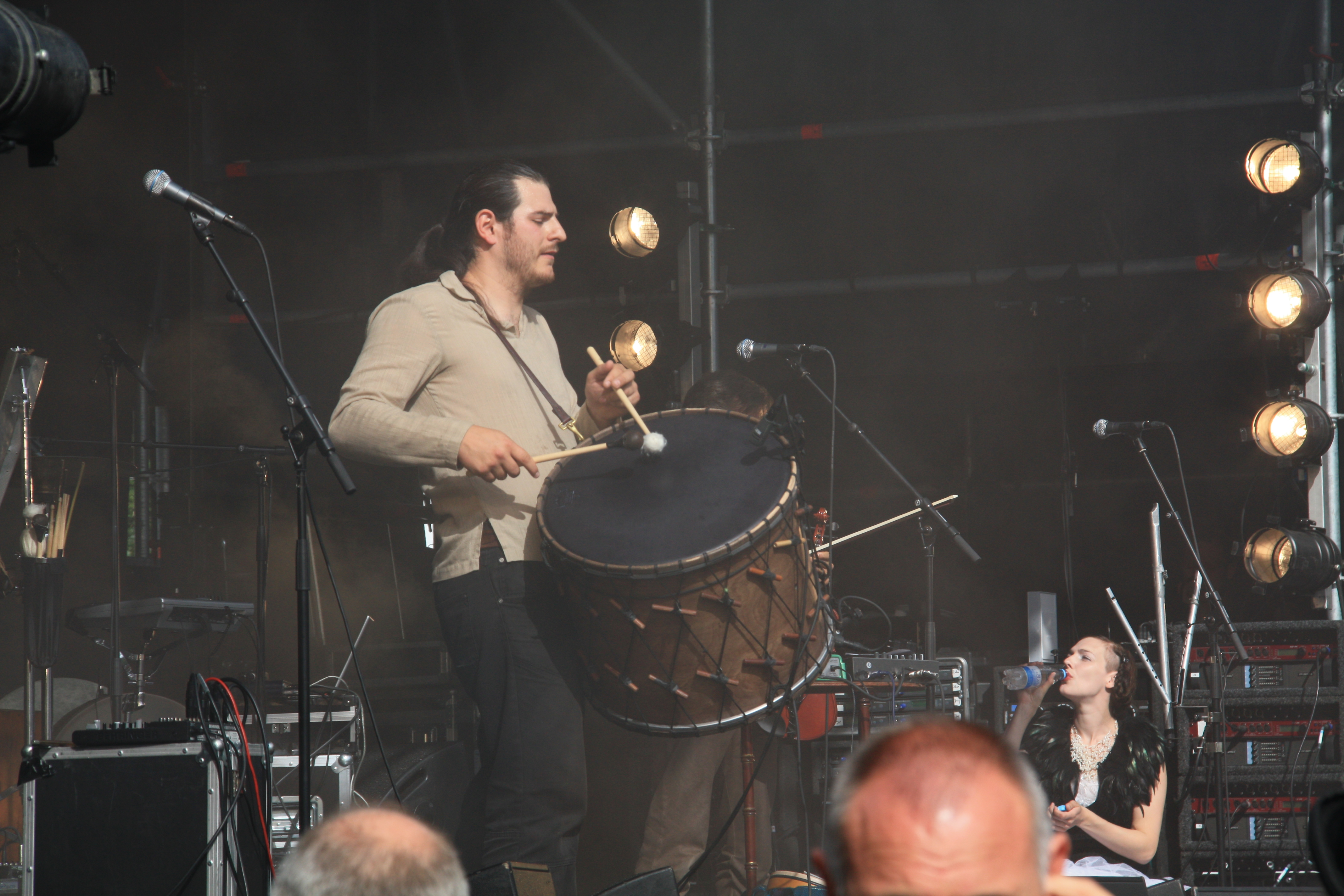
Juan Pino

## Auftritte
In Deutschland traten sie unter anderem beim Spectaculum mundi in München, beim Festival-Mediaval, beim Feuertanz-Festival auf Burg Abenberg 2013, beim Bardentreffen 2010 in Nürnberg, beim TFF Rudolstadt und in der Pumpe in Kiel auf. 2010 spielten sie auf dem Wave Gotik Treffen in Leipzig. International traten sie in Norwegen, Finnland, Belgien und der Schweiz auf.

## Nach der Trennung
Nach der Trennung im Jahr 2013 gingen die Bandmitglieder nach eigener Aussage „ihre eigenen Wege“. Sängerin Anna Katrin Egilstrøð begann Musikkomposition zu studieren und startete ihr eigenes Projekt „AKAT“. Juan Pino, der Percussionist der Band, singt eigene Lieder mit seiner Band Juan Pino & Quemando Palabras und gibt Percussionsunterricht in Kopenhagen. Der DJ Christopher Juul arbeitet weiterhin in seinem Studio in Kopenhagen und half der Band Euzen ihr neues Album zu produzieren. 2014 gründete Christopher Juul gemeinsam mit Kai Uwe Faust die Band Heilung. Søren Hammerlund spielt weiterhin mit den Bands Virelai und Asynje, zusammen mit Martin Seeberg. Martin ist Teil von anderen Projekten, wie Trolska Polska oder Forest Beat.

## Diskografie

### Alben
- 2007: Valravn
- 2009: Koder på snor
- 2011: Recoded

### EPs
- 2005: krunk
- 2007: krunk krunk (Doppel-EP)

## Erfolge
Nominierung in den Kategorien Album des Jahres, Künstler des Jahres und Debütalbum des Jahres bei den Danish Music Awards 2008.